# Amiret El Fhoul
Amiret El Fhoul (arabe : عميرة الفحول) est une ville tunisienne appartenant à la délégation de Moknine dans le gouvernorat de Monastir.
Située à 205 kilomètres au sud de Tunis, Amiret El Fhoul constitue une municipalité comptant 5 255 habitants en 2014.